# Kitayamacultuur
De Kitayamacultuur (北山文化,Kitayama bunka) is een term die verwijst naar de artistieke uitingen in Noord-Kyōto tijdens de Muromachiperiode. Confucianisme en Zen speelden een grote rol. Maar ook het bestuur van de derde Ashikaga-Shōgun Ashikaga Yoshimitsu zorgden voor belangrijke bijdragen.

## Achtergrond
De Kitayamacultuur in de Muromachiperiode staat bij historici bekend als een opbloei van cultuur. In vele opzichten was het dat ook. Toch komt de term Kitayama cultuur overeen met zeer plaatsgebonden kunstuitingen. Net zoals dat het geval was voor de Higashiyamacultuur. De naam Kitayama slaat terug op "Noordelijke Berg". Dit is de plaats in Noord-Kyōto waar we het Gouden Paviljoen en het Zilveren Paviljoen terugvinden. Kunstuitingen die zich buiten dit gebied manifesteren zijn bijgevolg moeilijk onder de term Kitayamacultuur te plaatsen. Door het plaatsgebonden karakter zijn er niet veel representatieve voorbeelden, maar voorzichtig kunnen we wel een terugkomend kenmerk waarnemen. Het was namelijk een synthese van de oude kuge- en de (relatief) nieuwe Bushicultuur, een versmelting die een constante zou zijn doorheen de Muromachiperiode.
Aan de basis van de Kitayamacultuur, die onder Ashikaga Yoshimitsu haar hoogtepunt kende, lagen filosofieën als (neo-)confucianisme, Zen, enz. De architectuur, zoals het eerder vernoemde Gouden Paviljoen, was een van de uitingen, maar ook het Nō-spel en literatuur waren goed vertegenwoordigd.

## Confucianisme
Yoshimitsu was alom bekend als een strateeg, toch had de man een zwak voor "het schone". Vanaf een jonge leeftijd genoot hij de studie van Confucius en Mencius. De filosofie van het Chinese Confucianisme benadrukte de persoonlijke en gouvernementele moraliteit, de etiquette van sociale relaties, rechtvaardigheid en oprechtheid. Kortom, de waarden en normen die onmisbaar waren voor een groot leider in Oost-Azië. Aan het hof van Kyōto stond Yoshimitsu onder invloed van intellectuelen als Suguwara Yoshikata en Higashibōnojō Hidenaga. Zij zijn degenen die hem vertrouwd deden geraken met de Mencius en de Gesprekken van Confucius. Het smaakte alvast naar meer en in 1380 ontbood Yoshimitsu de priester Gidō naar Kyōto. Gidō was afkomstig van Tosa en een leerling van Musō Soseki. Hij was dé autoriteit op het gebied van Neo-Confucianisme en Zen. Na een verblijf van 20 jaar in de Gozan-tempels van Kamakura werd Gidō nu uitgenodigd door Yoshimitsu om de positie van hoofdambt van de Kennin-ji op te nemen. Onofficieel werd echter van Gidō verlangd de jonge schōgun verder te scholen in het Confucianisme en Zen. Tijdens het onderricht van Gidō bestudeerde Yoshimitsu ook de Doctrine van het Midden en het Grote Leren, delen uit de Vier Boeken van het Neo-Confucianisme. Voor Gidō diende het Confucianisme echter alleen om de kunst van heerschappij en organisatie te beheersen. Hier verraadt zich dan ook de invloed van deze mentor op Yoshimitsu's interesse voor het 'schone': namelijk filosofie en kunst als een essentiële factor voor macht. Verder zag Gidō de Chinese filosofie eerder als een inleidende discipline voor Zen. In 1382 spoorde hij Yoshimitsu dan ook aan de studie van het Confucianisme te beëindigen en zich meer toe te leggen op Zen-meditatie.

## Zen
Tijdens de Muromachiperiode bereikte de Chinese culturele invloed zijn hoogste niveau dankzij de verspreiding van Zen. Zen was in vele kunstvormen terug te vinden. Inktschilderijen, Nō-drama, theeceremonie, bloemschikking, landschapstuinen, literatuur en architectuur zijn de voornaamste terreinen. De Zentempels genoten dan ook een centrale plaats in het culturele leven van de Muromachiperiode. De monniken hielden er een geraffineerde levensstijl op na en wisselden op geregelde basis Chinese gedichten uit. Hun levensideaal was een simpel leven in een rustieke omgeving.
Een uiting van Zen vond dan ook onvermijdelijk plaats in de monochrome schilderkunst, met een grote invloed van de Chinese Song-stijl. De schilderkunst was het perfecte medium om zulke mooie, rustieke landschappen met elegante paviljoenen weer te geven. Op datzelfde schilderij werd dan een belangrijke plaats vrijgehouden voor een gedicht in de Chinese stijl. Dit gedicht was meestal een eerbetoon aan het leven in de natuur. Vooral de shigajiku (詩画軸), een verticale rol met tekening en gedicht, was zeer populair. De monochrome schilderkunst kende twee grote meesters, Kichizan Minchō (吉山明兆) en Josetsu. Beiden verbleven in kloosters en waren monnik. Kichizan staat bekend als de eerste schilder van suibokuga, maar hij tekende ook devotionele schilderijen, polychrome portretten en monochrome landschappen. Josetsu van zijn kant verbleef in het klooster van Shokokuji, gesticht door Yoshimitsu. Josetsu wordt vaak beschouwd als de eerste Japanner die de nieuwe monochrome stijl toepaste. Hij beschikte over een Chinese stijl, maar bracht de idealen van het Zenboeddhisme met Japanse accenten in beeld. Zij zouden de komst inluiden van grote Japanse schilders, zoals Sesshu met zijn topografisch correcte monochrome landschapsschilderingen.

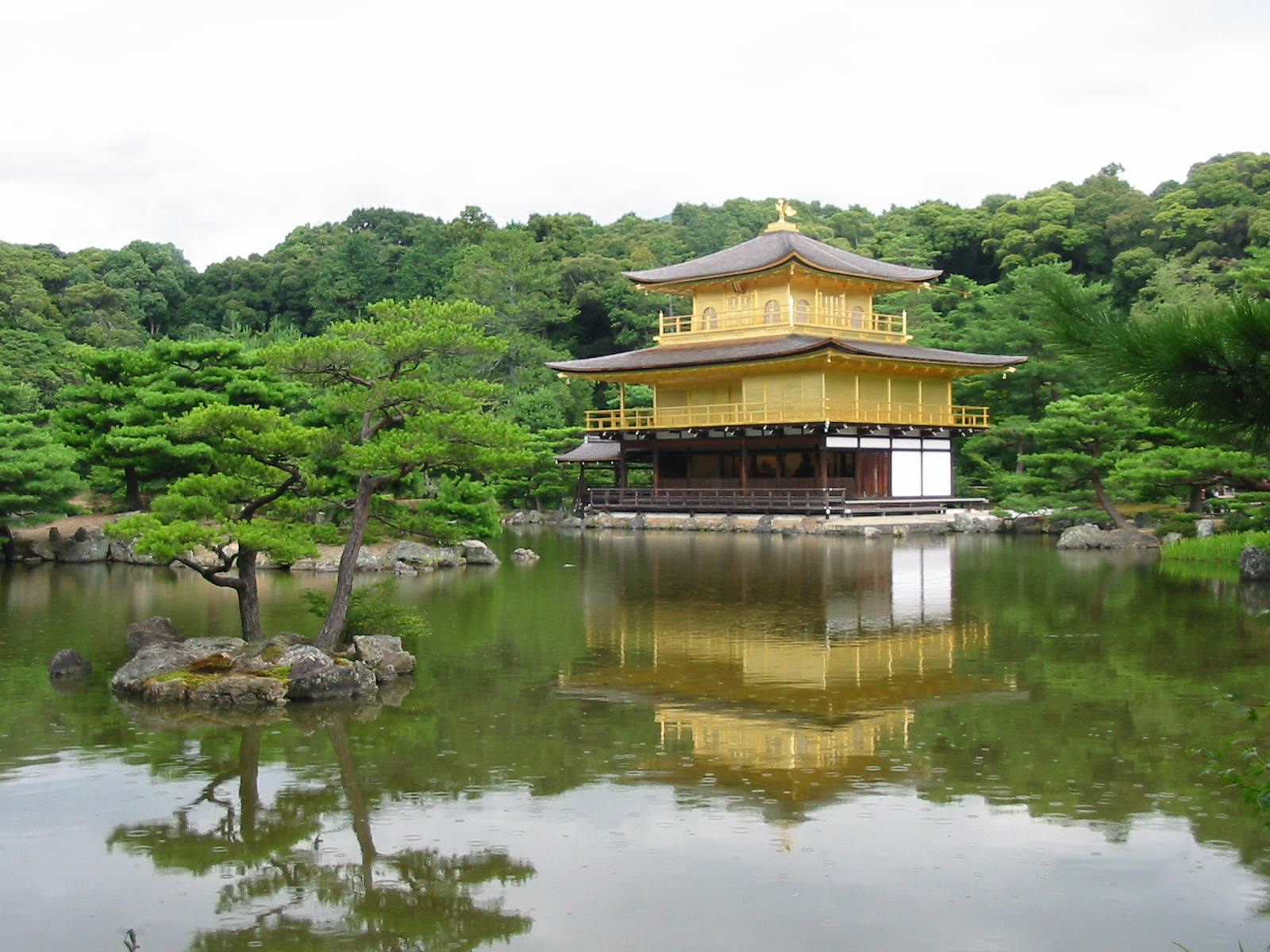
Het Gouden Paviljoen

Een andere uiting van Zen vond plaats in de architectuur. Met name het Bloemenpaleis en het Gouden Paviljoen zijn noemenswaardige voorbeelden die niet achterwege gelaten kunnen worden.
De eenvoudige en strenge stijl van deze tempels kwam ook tot uiting in de symbolische rotstuinen. Ze waren de perfecte belichaming van de beginselen van Zen. In de architectuur van de twee paleizen vinden we zowel de Japanse hovelijke stijl terug als de Chinese invloed van de Tang-dynastie. Het Gouden Paviljoen is hét voorbeeld van de Kitayamacultuur. Ze kan teruggevonden worden in het noordelijke deel van Kyoto en is officieel bekend als Rokuonji (Hertentuintempel 鹿苑寺). Rokuon is de posthumane religieuze naam van Yoshimitsu. De tempel behoort tot de Rinzai-sekte van het zenboeddhisme. Het Gouden Paviljoen is gebouwd op het landgoed van de aristocraat Saionji Kintsune (1171-1244) waarop Yoshimitsu in 1397 een elegante verblijfplaats begon te bouwen. Gedurende tien jaar werden er verscheidene gebouwen opgetrokken met enorme kosten als gevolg. Het uiteindelijke complex, het Kitayama Paleis (Kitayam-dono), zou het centrum zijn van Yoshimitsu's macht. Yoshimitsu's laatste wens was het paleis na zijn dood om te vormen tot een tempel. Het is vanaf dat moment dat het Gouden Paviljoen de naam Rokuonji kreeg. De grote Zenmeester Musō Sōseki werd aangesteld als de eerst abt. Het Gouden Paviljoen illustreert mooi de synthese van bushi en kuge. Het gebouw bestaat uit drie vergulde verdiepingen. Het gelijkvloers, Hōsuiin genaamd, is opgetrokken in de Shinden-zukuristijl. Dit is de aristocratische stijl die reeds geperfectioneerd werd in de Heianperiode. De middelste verdieping of Chōonkaku is representatief voor de Buke-zukuri stijl. Dit is de stijl van de bushiklasse of samuraiklasse. De bovenste vloer volgt de architecturale stijl van Zen. Verder is het Gouden Paviljoen bekend vanwege haar mooie landschapstuin en haar rijke verzameling aan kunstschatten.
Zen had ook zijn invloed op de theaterwereld. Nō-theater (能) werd tijdens de Kitayama cultuur geperfectioneerd. Nō is een theatervorm waarbij de acteurs een soort verbintenis zijn tussen de wereld van de mens en die van de goden. De visie van Zen en Boeddhisme op het existentiële staat centraal in Nō. De acteurs zijn sierlijk gekleed en dragen maskers. Ze worden begeleid door sober geklede muzikanten, die een slaginstrument of fluit bespelen. In het midden van de 14e eeuw ontstond Nō in twee vormen: Dengaku Nō en Sarugaku Nō.
Beiden verschilden weinig van elkaar en het waren Kan'Ami en zijn zoon Zeami die Sarugaku Nō omvormden tot het Nō dat we vandaag de dag nog steeds kennen. Kan'Ami beklemtoonde vooral het ritme van de muzikale begeleiding. Hij zorgde voor contact met het publiek door elementen uit kusemai over te nemen. Kusemai was een populaire entertainmentvorm waarbij de acteur tegelijkertijd aan mime deed, danste en zong. Andere kenmerken waarneembaar bij Kan'Ami waren de subtiele, mysterieuze blikken. Zijn zoon Zeami baseerde zijn ca. veertig toneelstukken op artistieke beginselen van Zen zoals terughouding, expressie en suggestie. In de tijd van Yoshimitsu werd het gebruikelijk dat acteurs zich verzamelden in Nō-gezelschappen onder de bescherming van shintō- en boeddhistische heiligdommen. In 1374 verkreeg het Nō-gezelschap van Kan'Ami en Zeami de grote eer om een Nō-spel te brengen voor Ashikaga Yoshimitsu. Yoshimitsu was zeer ontroerd door de voorstelling en stond erop het gezelschap te sponsoren. Dit was een zeer grote erkenning voor het gezelschap, nooit eerder had Nō zulk een sociale status bereikt. Kan'Ami's gezelschap staat bekend als de Kanze-school. Drie scholen die vandaag heersen binnen Nō hebben elk de Kanze-stijl overgenomen. Dit zijn de Komparu-school, Hōshō-school en de Kongō-school.
Verder hebben we ook de literatuur als vertegenwoordiger van Zen. De Gozan-literatuur (literatuur van de vijf bergen gozanbungaku 五山文学) slaat op literaire werken voortgebracht door monniken in de Gozan-kloosters van Kyōto en Kamakura en kleinere geaffilieerde kloosters. In deze kloosters stond Zen-onderwijs centraal. Dit gebeurde door middel van biografieën, anekdotes van de patriarchen betreffende disciplines, enz. De monniken uitten hun spirituele inspiratie in gāthā-verzen.
En met die verzen is het misschien waardevol een laatste punt toe te voegen aan de lange reeks van Zen-kunstuitingen: speelse kettingverzen of renga. Deze stijl van kettingverzen bestond sedert de 13e eeuw, maar werd gecodificeerd tijdens de heerschappij van Yoshimitsu. We noemen Nijō Yoshimoto en zijn leraar Gusai. Zij compileerden eerder in 1356 reeds de eerste anthologie van renga-gedichten, Tsukubashū. In 1372 codificeerden ze de regels voor het maken van renga. Tijdens deze periode en de Kitayamacultuur evolueerde renga snel en scheurde zich los van waka. Onder de bushi-stedelijke klasse werd renga een hoogstaand literair genre. Uiteindelijk zou tijdens de Kitayamacultuur een man van gewone komaf de Bijbel van het renga schrijven: Sogi (宗祇), wiens bloemlezing Shinsen-Tsukubashū geldt als de absolute top. Een ander mooi voorbeeld van een speels kettingedicht als parodie op het ernstige, werd nog veel later aan de wereld geschonken door Yamazaki Sōkan (山崎宗鑑 ): zijn Hondse collectie van Tsukuba (Inu Tsukuba shū 犬筑波集). Renga zou nog veel later uitgroeien tot de speelse kettingvers haikai, wat op zijn beurt zou uitgroeien tot de hedendaagse haiku.